# 希茨阿克
易北河畔希茨阿克（德語：Hitzacker (Elbe)），通称希茨阿克（德語：Hitzacker，發音：[ˈhɪtsˌʔakɐ] ⓘ），是德国下萨克森州吕肖-丹嫩贝格县的城市，面积58.67平方千米，2023年12月31日人口为5,126人。